# Os Vingadores (1998)
The Avengers (bra/prt: Os Vingadores) é uma filme estadunidense de 1998, dos gêneros espionagem, aventura e comédia de ação dirigido por Jeremiah S. Chechik, com roteiro de Sydney Newman e Don MacPherson baseado na telessérie homônima.
Conta a história de um espião inglês e uma expert em meteorologia e jiu-jitsu precisam enfrentar um vilão que está manipulando o clima. Estrelado por Ralph Fiennes, Uma Thurman, Sean Connery e Jim Broadbent.

## Sinopse
O espião John Steed (Ralph Fiennes) foi chamado pelo Ministério, uma agência britânica ultra-secreta, para investigar alguns estranhos acontecimentos. O clima aparenta estar fora de controle, com a ocorrência de fortes tempestades de neve, chuvas de granizo e mudanças drásticas de temperatura. O maior suspeito de ser o autor destes eventos é Sir August de Wynter (Sean Connery), um ex-membro do Ministério que é muito rico e também bizarro. Juntamente com Emma Peel (Uma Thurman), uma expert em jiu-jitsu e em meteorologia, Steed precisa eliminar a ameaça que mudará vidas para sempre.

## Elenco
- Ralph Fiennes (John Steed)
- Uma Thurman (Emma Peel)
- Sean Connery (Sir August de Wynter)
- Patrick Macnee (Jones Invisível - voz)
- Jim Broadbent (Mãe)
- Fiona Shaw (Pai)
- Eddie Izzard (Bailey)
- Eileen Atkins (Alice)
- John Wood (Thubshaw)
- Carmen Ejogo (Brenda)
- Keeley Hawes (Tamara)
- Shaun Ryder (Donavan)
- Nicholas Woodeson (Dr. Darling)